# 聖三一教堂 (華沙)

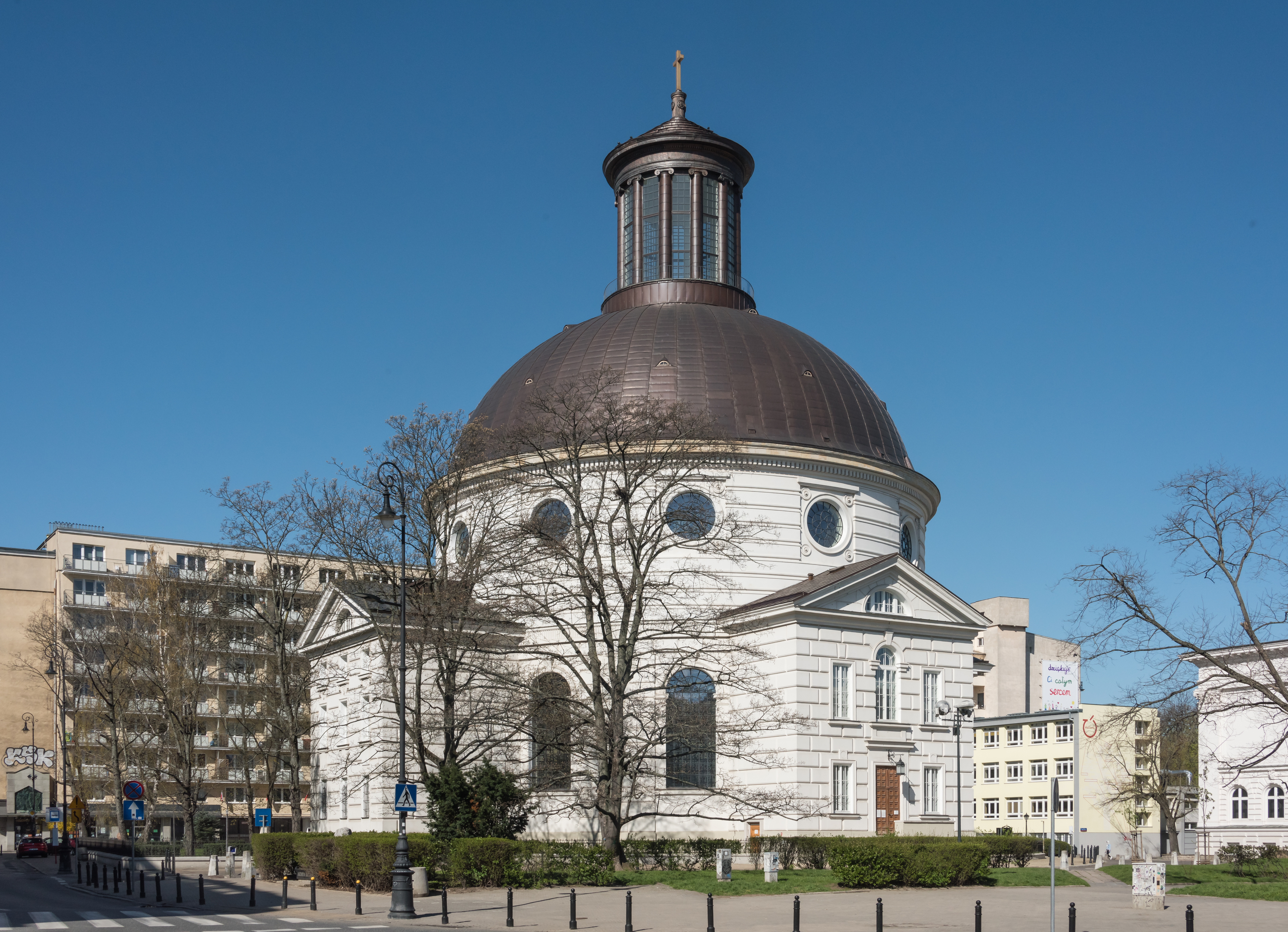
聖三一教堂

聖三一教堂（波蘭語：Kościół Świętej Trójcy）是位於波蘭首都華沙的一座信義宗的教堂，這座教堂也是華沙規模最大的教堂之一。教堂修建於1777年至1782年期間，擁有一個類似羅馬萬神殿的巨大穹頂。二戰期間教堂被德軍炸毀，戰後得到重建。